# Omloop van Goeree-Overflakkee
De Omloop van Goeree-Overflakkee is een jaarlijkse wandeltocht over het eiland Goeree-Overflakkee in Nederland. Het is een prestatiewandeltocht van 110 kilometer, die afgelegd moet worden binnen 24 uur. Start en finish zijn in Ooltgensplaat . Ook is er de mogelijkheid een Kennedymars van 80 kilometer te lopen, die binnen 20 uur moet worden afgelegd en eindigt in Herkingen.   De wandeltocht voert over de dijken, slikken en het strand van Goeree-Overflakkee.
In 2024 werd de 34ste editie van De Omloop gehouden op 30 augustus en 31 augustus. Bij die editie verschenen ruim 750 lopers bij de start en werd er 6000 euro binnengehaald voor 3 goede doelen.